# Surrey Satellite Technology
Die Firma Surrey Satellite Technology Ltd (SSTL) in Guildford (Surrey, England) baut Kleinsatelliten.
Sie wurde 1985 gegründet, um Ergebnisse zur Satellitenforschung  der University of Surrey, die auch 80 % des Unternehmens hält, kommerziell zu vermarkten. Unter anderem entwickelte sie für Galileo den Testsatelliten GIOVE-A, der am 28. Dezember 2005 ins All geschossen wurde. Surrey beschäftigt etwa 240 Mitarbeiter und hat einen Umsatz von rund 35 Mio. EUR.
Das bekannteste Produkt ist die von mehreren Staaten gemeinsam betriebene Disaster Monitoring Constellation, ein Verbund von Erdbeobachtungssatelliten.